# Dama pikowa (opera 1890)
Dama pikowa (ros. Пиковая дама) – opera Piotra Czajkowskiego w 3 aktach z librettem Modesta Czajkowskiego (brata kompozytora), na podstawie opowiadania Aleksandra Puszkina Dama pikowa (1834).

## Historia powstania
W 1887 r. kierownictwo teatru petersburskiego wystąpiło z prośbą o napisanie opery do Piotra Czajkowskiego. Kompozytor początkowo odmówił, zgadzając się dopiero na początku kolejnego sezonu artystycznego. Pod koniec 1889 r. przedyskutował z dyrektorem teatru szczegóły przyszłego dzieła. Wstępny zarys opery stworzył w ciągu zaledwie 44 dni, jednak przez resztę roku 1890 poprawiał fragmenty libretta, napisał całe teksty dla niektórych numerów i dopracowywał arie. Pracując razem ze śpiewakiem Mikołajem Fignerem, planowanym wykonawcą roli Hermana, sporządzał po kilka wersji niektórych pieśni. 
Sukces opery po prapremierze był ogromny, tak samo została przyjęta w czasie kolejnych wystawień w Kijowie i Moskwie. Sam Czajkowski ocenił, iż stworzył arcydzieło. 

## Obsada
- Herman - tenor
- Książę Tomski - baryton
- Książę Jelecki - baryton
- Czekaliński - tenor
- Surin - bas
- Czaplicki - tenor
- Narumow - bas
- Mistrz Ceremonii - tenor
- Hrabina - mezzosopran
- Liza - sopran
- Polina - kontralt
- Masza - sopran
- Guwernantka - mezzosopran

## Treść
Miejsce i czas akcji: Petersburg, koniec XVIII wieku. 
Akt I
Scena I
W publicznym ogrodzie Surin i Czekaliński rozmawiają o dziwnym zachowaniu swojego przyjaciela Hermana, spędzającego mnóstwo czasu w kasynach, lecz grającego tylko o niskie stawki. Wchodzi Herman w towarzystwie Tomskiego, opowiadając mu o swojej miłości do pięknej, acz nieznanej mu z imienia kobiety. Dołączają do nich kolejni oficerowie, wśród nich książę Jelecki, który mówi o swojej pięknej narzeczonej. Słuchając opisu dziewczyny Herman dochodzi do wniosku, iż mowa o obiekcie jego uczuć. 
Wchodzi hrabina z wnuczką. Herman pożera wzrokiem obie kobiety, w czasie gdy Tomski opowiada historię hrabiny: w młodości była wielką miłośniczką hazardu i przegrała w ten sposób cały majątek. Zdołała się odegrać, gdy uwiodła hrabiego Saint-Germain i wydobyła z niego sekret trzech zawsze wygrywających kart w grze w faraona. Swój sekret przekazała nieżyjącemu już mężowi, a następnie kochankowi. Niedawno jednak miała sen, z którego wynikało, iż przyczyną jej śmierci będzie człowiek, któremu jako następnemu powie o trzech kartach. Herman z zainteresowaniem słucha opowieści, a jego towarzysze sugerują w żartach, by spróbował stać się ostatnim, któremu hrabina przekaże swoją tajemnicę. Zaczyna się burza, wszyscy oprócz Hermana opuszczają ogród. Bohater zapowiada walkę o swoją ukochaną. 
Scena 2
Zachód słońca w pokoju Lizy, smutnej z powodu bliskiego ślubu z niekochanym księciem Jeleckim. Jej przyjaciółki usiłują ją pocieszyć. Po ich odejściu Liza zastanawia się nad swoją miłością do nieznajomego o namiętnym spojrzeniu. Nagle na balkonie pojawia się Herman, który przyszedł zobaczyć raz jeszcze kobietę, w której się zakochał. Liza nie potrafi ukryć swoich uczuć do niego. 
Akt 2
Scena 1
Na balu u bogatego dygnitarza książę Jelecki spotyka Lizę, która traktuje go z wyraźną niechęcią. Zapewnia ją o wielkiej miłości, jaką do niej żywi. Czekaliński i Surin, widząc Hermana, pytają go, kiedy zdobędzie sekret trzech kart, wzbudzając jego irytację, ale i chęć wydobycia tajemnicy od hrabiny. 
 Intermezzo
Herman widzi hrabinę, a Liza potajemnie wręcza mu klucze od swojej sypialni, która łączy się z pokojami jej babki. Herman decyduje się na próbę zdobycia tajemnicy, która ma zapewnić mu bogactwo i rękę ukochanej. 
Scena 2
Herman ukrywa się w sypialni hrabiny, która wraca, wspominając melancholijnie czasy swojej młodości. Herman wychodzi z okrycia i błaga kobietę o wyjawienie mu sekretu, po czym, nie słysząc odpowiedzi, grozi jej pistoletem. Staruszka umiera z powodu szoku, zaś Liza wygania Hermana jako sprawcę jej śmierci. 
Akt 3
Scena 1
Herman, w koszarach, czyta list, w którym Liza wybacza mu to, co zrobił, i prosi o spotkanie. W wyobraźni bohatera pojawia się wizja pogrzebu hrabiny. Słysząc śpiew żałobników, Herman widzi ducha zmarłej, wołającej, iż trzy wygrywające karty to trójka, siódemka i as - jednak warunkiem ich działania jest poślubienie Lizy i niedopuszczenia do jej nieszczęścia.
Scena 2
Liza, ogarnięta wątpliwościami, czeka na Hermana na bulwarze. Ten zjawia się wreszcie i zapewnia ją o swojej miłości, jednak jest całkowicie owładnięty ideą wzbogacenia się dzięki wygrywającym kartom. Kobieta odmawia pójścia z nim do kasyna, a on odpycha ją wówczas i wybiega. Liza w rozpaczy rzuca się do Newy. 
Scena 3
W kasynie trwa gra. Tomski zabawia hazardzistów śpiewem. Wchodzi Herman i stawiając na trójkę i siódemkę wygrywa spore sumy. Decyduje się jeszcze na trzeci zakład, w którym występuje przeciw niemu książę Jelecki, który już wie o tym, co łączyło Hermana i Lizę. Zamiast oczekiwanego asa w ręku Hermana zostaje dama pikowa. Chora wyobraźnia Hermana każe mu widzieć na karcie nie damę, lecz zmarłą hrabinę. Popada ostatecznie w obłęd.